# I moschettieri del 2000
I moschettieri del 2000 (Ring of the Musketeers) è una miniserie televisiva del 1992 diretto da John Paragon.
È una miniserie televisiva statunitense e tedesco che riprende il tema dei quattro moschettieri in chiave moderna. Vede come interpreti dei quattro spadaccini David Hasselhoff, Thomas Gottschalk, Cheech Marin e Alison Doody che devono proteggere un ragazzino da un boss della mafia.

## Trama
I quattro moschettieri, in versione moderna su potenti Harley Davidson, sono Joe D'artagnan Smith, Peter Porthos, Burt Aramis e una biondissima Anne Marie. I quattro eroi vengono convocati dal loro capo per salvare un ragazzino rapito dalla mafia per evitare che testimoni contro un potente boss. Harry, ex marito di Anne Marie, chiede il loro aiuto per un altro caso, quello di dare la caccia ad un boss che lo minaccia. Ma presto i quattro si trovano coinvolti in un pericoloso intreccio di situazione, perché il boss è lo stesso che ha rapito il ragazzo e si scopre che Harry è suo complice.

## Regia
Il film, diretto da John Paragon su una sceneggiatura dello stesso Paragon e di Joel Surnow, fu prodotto da Brad Krevoy e Tracie Graham-Rice per la Motion Picture Corporation of America e la Columbia Pictures.

## Distribuzione
La miniserie fu trasmessa in Germania dal 1º al 17 dicembre 1992 con il titolo Der Ring der Musketiere sulla rete televisiva RTL Television. È stato poi distribuito negli Stati Uniti con il titolo Ring of the Musketeers in VHS nel 1995 dalla Columbia TriStar Home Video. Invece in Italia viene trasmessa come film-TV il 4 dicembre 1993 su Italia 1.
Alcune delle uscite internazionali sono state:
- in Spagna (El anillo de los mosqueteros)
- in Francia (Les nouveaux mousquetaires)
- in Ungheria (Modern muskétások)
- in Brasile (O Sinal da Aventura)
- in Italia (I moschettieri del 2000)